# Sainte-Gemmes-d'Andigné

Sainte-Gemmes-d'Andigné este o comună în departamentul Maine-et-Loire, Franța. În 2009 avea o populație de 1,504 de locuitori.